# 富蘭克林縣 (麻薩諸塞州)
富蘭克林縣（英語：Franklin County）是美国麻薩諸塞州西部的一個县，北鄰新罕布什爾州和佛蒙特州，面積1,877平方公里。根據2020年美國人口普查，共有人口71,029人。縣治格林菲爾德（Greenfield），惟自1997年起已無縣政府，政府職能由州政府執行。
該縣成立於1811年6月24日，縣名紀念美國開國元勳本傑明·富蘭克林。